# Bracon tristis
Bracon tristis är en stekelart som beskrevs av Szepligeti 1914. Bracon tristis ingår i släktet Bracon och familjen bracksteklar. Inga underarter finns listade.